# Дорога А28

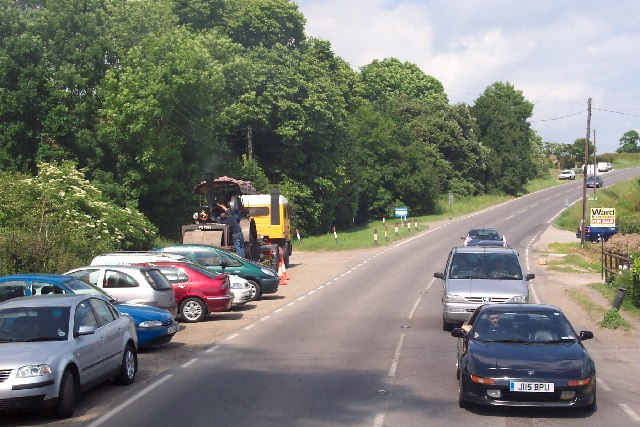
The A28 near Rolvenden

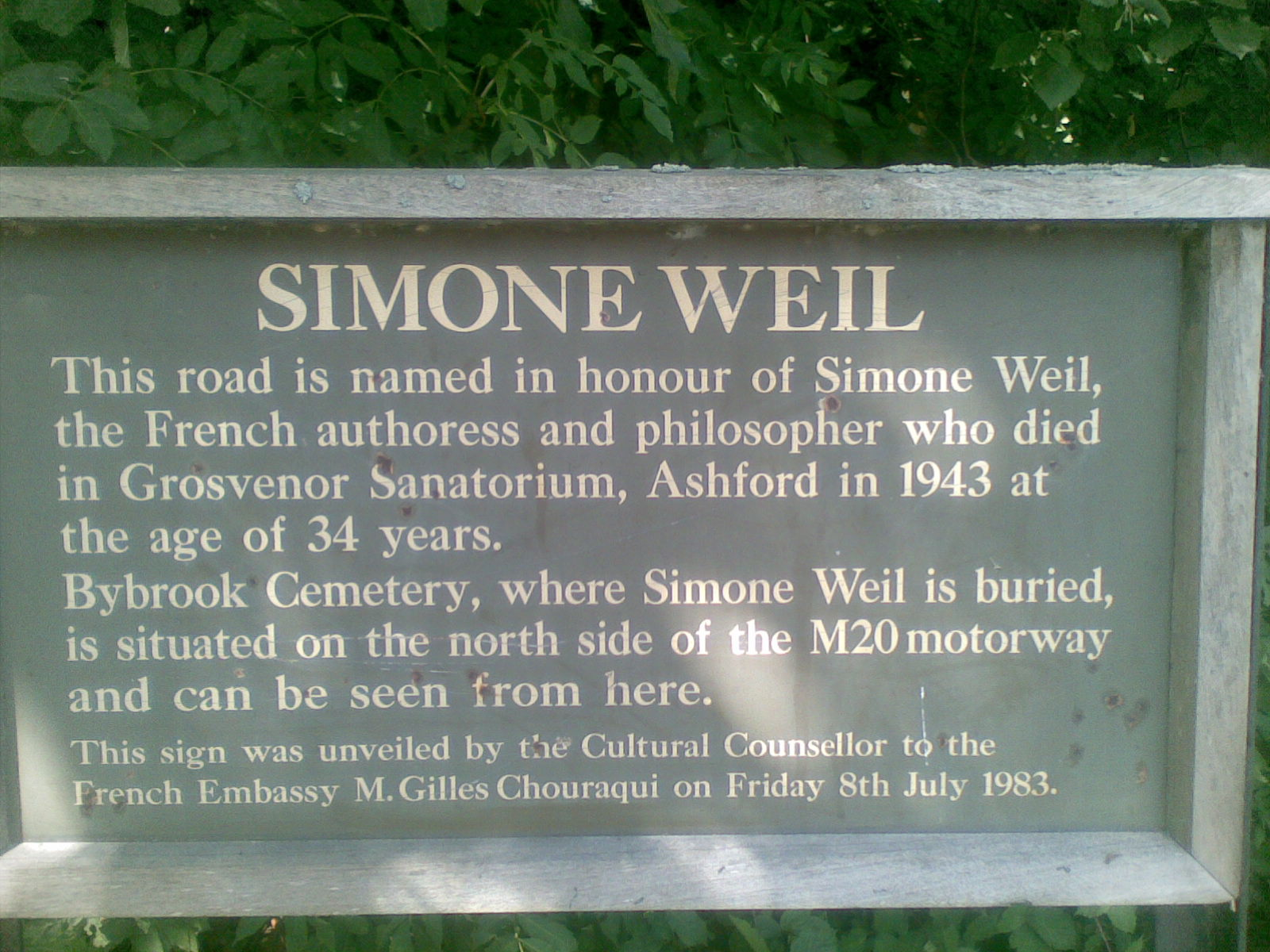
Пам'ятна дошка на авеню Сімони Вейль, ділянці автомагістралі A28, що проходить через Ешфорд

A28 — це основна дорога в графствах Кент і Східний Сассекс на південному сході Англії, яка проходить через Маргейт, Кентербері, Ешфорд і Гастінгс.
Починаючи з приморського курорту Маргейт, розташованого на північному сході Кента, A28 рухається вглиб країни, а потім на захід-південний захід до кафедрального міста Кентербері. Далі вона перетинає крейдяні пагорби Норт-Даунс і проходить через ущелину, прорізану річкою Стур, до міста Ешфорд у долині Холмсдейл. З цього місця A28 продовжує шлях через ринкове місто Тентерден до приморського міста Гастінгс у Східному Суссексі на узбережжі Ла-Маншу.

## Маршрут
A28 покидає Маргейт, проходячи через приморські курорти Вестгейт і Бірчінгтон, а потім прямує вглиб країни, досягаючи відкритих сільських територій поблизу села Сарре. Після цього дорога приблизно паралельна залізничній лінії Ешфорд-Рамсгейт і річці Грейт-Стур на їх спільному шляху до Кентербері, а потім до Ешфорда.
З Сарре A28 проходить через села Апстріт, Герсден і Стеррі, після чого досягає міста Кентербері. Тут вона є частиною кільцевої дороги навколо Кентербері, перш ніж вийти через Wincheap і Thanington Without, де у 2011 році було завершено нову ділянку, що з'єднує дорогу з A2.
A28 проходить між Норт-Даунс через села Чартем, Чілхем, Годмершам і Білтінг, в'їжджаючи в долину Холмсдейл. Дорога знову досягає передмістя Кеннінгтона, яке є частиною Ешфорда, але потім A28 обходить центр міста Ешфорд на ділянці з подвійною проїзною частиною, де вона перетинається з A20. У 1983 році цю ділянку назвали проспектом Симони Вейль на честь французького філософа і містика, який похований неподалік на кладовищі Байбрук. Оминаючи село Грейт Чарт, дорога хвилясто рухається в загальному південно-західному напрямку навколо Кентіш-Велд, проходячи через села Бетерсден і Хай Халден до ринкового міста Тентерден.
A28 продовжує свій шлях через села Ролвенден і Ньюенден, перш ніж перетнути вузький міст через річку Ротер і в'їхати в Східний Суссекс через Нортіам, де дорога стає дуже звивистою. Після села Бреде слідує крутий спуск до однойменної річки. Далі знаходиться село Вестфілд, після чого дорога піднімається вгору і завершується на перехресті з A21 на північ від Гастінгса.

## Покращення
У 21 столітті продовжуються роботи з вдосконалення A28. У 2011 році завершили будівництво нової під'їзної дороги, що з'єднує A28 з A2 у Кентербері.